# Liste des plus grands stades de France

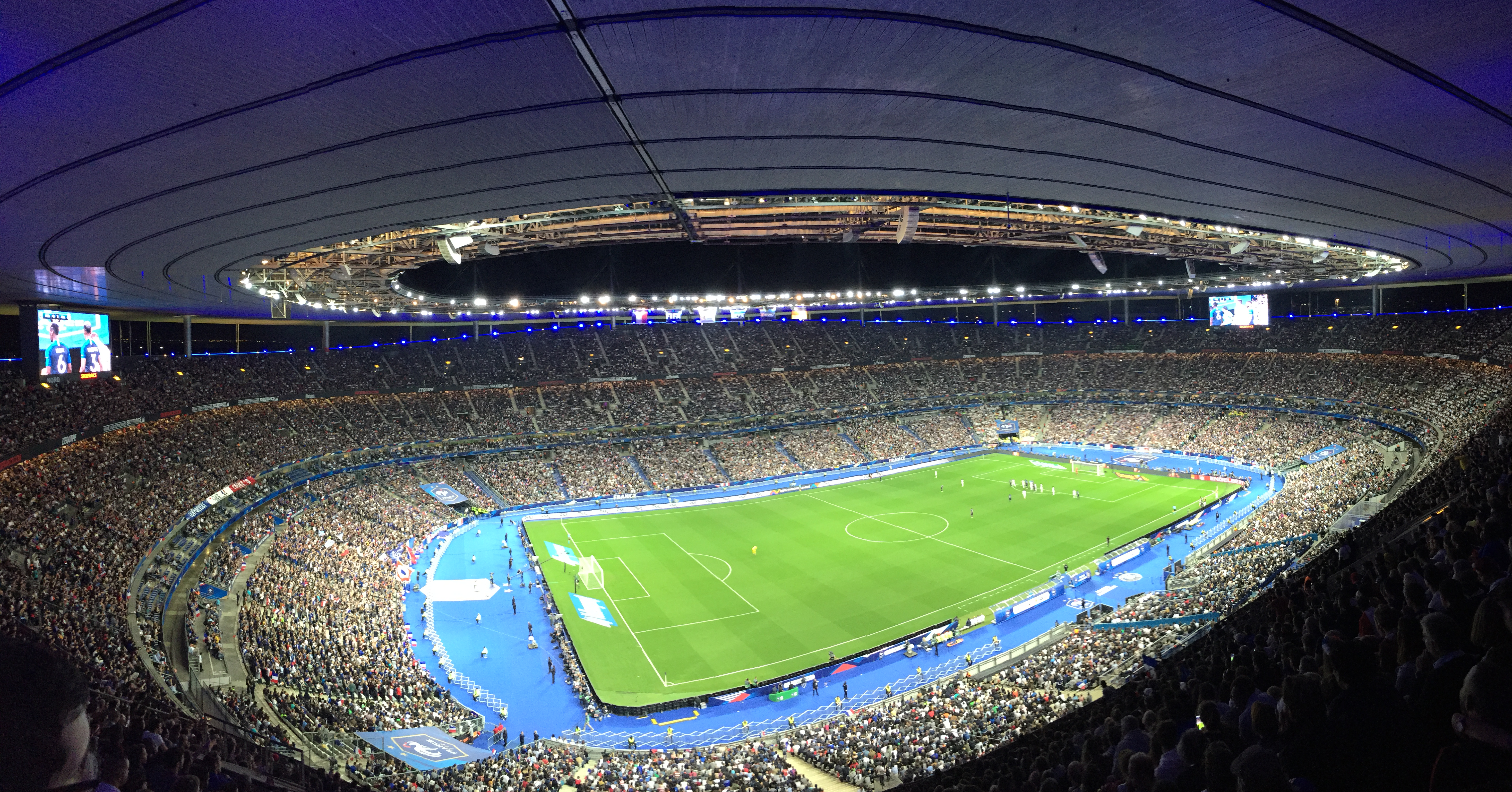
Le Stade de France, le plus grand des stades français, en 2018 lors d'un match de la France contre l'Allemagne

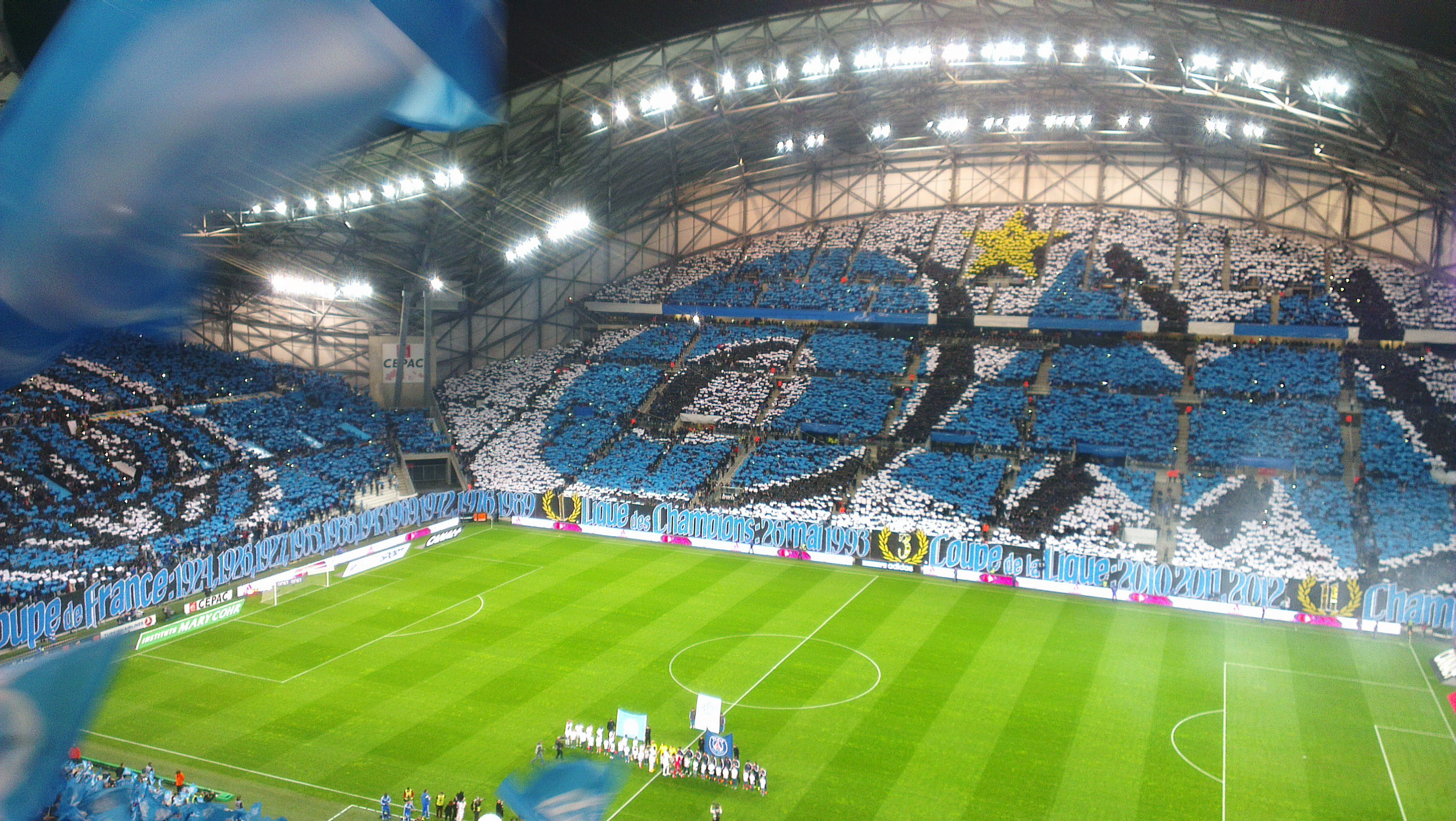
Le Stade Vélodrome est le deuxième plus grand stade en France.

Cette liste des plus grands stades de France regroupe tous les stades ayant une capacité d'au moins 6 000 places,,,.
En France, les premiers stades apparaissent à la fin du XIXe siècle mais ils se démocratisent vraiment pendant l’entre-deux-guerres. Ils sont généralement dédiés à un sport et un club particulier mais certains stades sont cependant susceptibles d'accueillir plusieurs disciplines, à l'image du Stade de France où sont aussi bien organisés des rencontres de football et de rugby à XV que des événements d'athlétisme.
L'UEFA catégorises les stades de football en Europe selon des critères de capacité, de sécurité et de confort. La Fédération française de rugby classe elle aussi les stades en quatre catégories suivant plusieurs critères, dont la capacité du stade en places assises.

## Plus grands stades en France
Les chiffres présentés ici correspondent à une capacité théorique car certains stades comportent des tribunes sans sièges qui peuvent accueillir un nombre de spectateurs plus important. De plus, dans bien des cas, ces stades ont été successivement agrandis et n’ont atteint que plus tard la capacité indiquée.
| Rang | Nom                            | Ville                               | Ouverture | Sports principaux                          | Clubs résidents                                                                           | Anciens clubs résidents                                                    | Capacité actuelle       |
| ---- | ------------------------------ | ----------------------------------- | --------- | ------------------------------------------ | ----------------------------------------------------------------------------------------- | -------------------------------------------------------------------------- | ----------------------- |
| 1    | Stade de France                | Saint-Denis (Paris)                 | 1998      | Football Rugby à XV Esport                 | Équipe de France de football XV de France Team Vitality                                   |                                                                            | 80 698                  |
| 2    | Stade Vélodrome                | Marseille                           | 1937      | Football                                   | Olympique de Marseille                                                                    |                                                                            | 67 394                  |
| 3    | Groupama Stadium               | Décines-Charpieu (Lyon)             | 2016      | Football                                   | Olympique lyonnais                                                                        |                                                                            | 59 186                  |
| 4    | Stade Pierre-Mauroy            | Villeneuve-d'Ascq (Lille)           | 2012      | Football                                   | LOSC Lille                                                                                |                                                                            | 50 187                  |
| 5    | Parc des Princes               | Paris                               | 1897 1972 | Football                                   | Paris SG                                                                                  | RC France Stade français Paris FC                                          | 48 583                  |
| 6    | Stade Bordeaux Atlantique      | Bordeaux                            | 2015      | Football                                   | Girondins de Bordeaux                                                                     |                                                                            | 42 115                  |
| 7    | Stade Geoffroy-Guichard        | Saint-Étienne                       | 1931      | Football                                   | AS Saint-Étienne                                                                          |                                                                            | 41 965                  |
| 8    | Stade Bollaert-Delelis         | Lens                                | 1933      | Football                                   | RC Lens                                                                                   |                                                                            | 38 223                  |
| 9    | Allianz Riviera                | Nice                                | 2013      | Football                                   | OGC Nice                                                                                  |                                                                            | 36 178                  |
| 10   | Stade de la Beaujoire          | Nantes                              | 1984      | Football                                   | FC Nantes                                                                                 |                                                                            | 35 322                  |
| 11   | Stade de Gerland               | Lyon                                | 1920      | Rugby à XV                                 | LOU rugby                                                                                 | Olympique lyonnais                                                         | 35 029                  |
| 12   | Stade Chaban-Delmas            | Bordeaux                            | 1924      | Rugby à XV                                 | Union Bordeaux Bègles                                                                     | Girondins de Bordeaux                                                      | 34 462                  |
| 13   | Stadium de Toulouse            | Toulouse                            | 1937      | Football                                   | Toulouse FC                                                                               | Toulouse FC (1937)                                                         | 33 150                  |
| 14   | Paris La Défense Arena         | Nanterre (Paris)                    | 2017      | Rugby à XV                                 | Racing 92                                                                                 |                                                                            | 30 041                  |
| 15   | Roazhon Park                   | Rennes                              | 1912      | Football                                   | Stade rennais                                                                             |                                                                            | 29 778                  |
| 16   | Stade de la Meinau             | Strasbourg                          | 1906      | Football                                   | RC Strasbourg                                                                             | FC Frankonia                                                               | 29 000                  |
| 17   | Stade Saint-Symphorien         | Longeville-lès-Metz (Metz)          | 1923      | Football                                   | FC Metz                                                                                   |                                                                            | 28 786                  |
| 18   | Stade Océane                   | Le Havre                            | 2012      | Football                                   | Le Havre AC                                                                               |                                                                            | 25 180                  |
| 19   | Stade Marie-Marvingt           | Le Mans                             | 2011      | Football                                   | Le Mans FC                                                                                |                                                                            | 25 064                  |
| 20   | Stade du Hainaut               | Valenciennes                        | 2011      | Football                                   | Valenciennes FC                                                                           |                                                                            | 25 000                  |
| 21   | Stade Louis-Dugauguez          | Sedan                               | 2000      | Football                                   | CS Sedan Ardennes                                                                         |                                                                            | 24 389                  |
| 22   | Stade de la Mosson             | Montpellier                         | 1972      | Football                                   | Montpellier HSC                                                                           |                                                                            | 22 000                  |
| 23   | Stade de l'Aube                | Troyes                              | 1925      | Football                                   | ES Troyes AC                                                                              |                                                                            | 21 877                  |
| 24   | Stade Auguste-Delaune          | Reims                               | 1935      | Football                                   | Stade de Reims                                                                            |                                                                            | 21 029                  |
| 25   | Stade Michel-d'Ornano          | Caen                                | 1993      | Football                                   | SM Caen                                                                                   |                                                                            | 20 300                  |
| 26   | Stade Marcel-Picot             | Tomblaine (Nancy)                   | 1926      | Football                                   | AS Nancy-Lorraine                                                                         | SU lorrain FC Nancy                                                        | 20 087                  |
| 27   | Stade des Alpes                | Grenoble                            | 2008      | Football Rugby à XV                        | Grenoble Foot 38 FC Grenoble Rugby                                                        |                                                                            | 20 068                  |
| 28   | Stade Auguste-Bonal            | Montbéliard                         | 1931      | Football                                   | FC Sochaux-Montbéliard                                                                    |                                                                            | 20 005                  |
| 29   | Stade Raymond-Kopa             | Angers                              | 1912      | Football                                   | Angers SCO                                                                                |                                                                            | 19 800                  |
| 30   | Stade Jean-Bouin               | Paris                               | 1925      | Rugby à XV Football                        | Stade français Paris rugby Paris FC                                                       | FC Versailles 78                                                           | 19 607                  |
| 31   | Stade Marcel-Michelin          | Clermont-Ferrand                    | 1911      | Rugby à XV                                 | ASM Clermont Auvergne                                                                     | Clermont Foot 63                                                           | 19 357                  |
| 32   | Stade Charléty                 | Paris                               | 1939      | Athlétisme Football                        | Paris université club Paris FC (féminines) Paris 13 Atletico                              | Paris SG Rugby League Paris FC Paris SG (Féminines)                        | 19 151                  |
| 33   | Stade Ernest-Wallon            | Toulouse                            | 1982      | Rugby à XV Rugby à XIII                    | Stade toulousain Toulouse olympique XIII                                                  |                                                                            | 19 073                  |
| 34   | Stade Robert-Bobin             | Bondoufle                           | 1994      | Football                                   | FC Fleury 91                                                                              | AS Évry Paris FC (féminines)                                               | 18 850                  |
| 35   | Stade Raoul-Barrière           | Béziers                             | 1989      | Rugby à XV                                 | AS Béziers Hérault                                                                        | Avenir sportif Béziers                                                     | 18 555                  |
| 36   | Stade de l'Abbé-Deschamps      | Auxerre                             | 1918      | Football                                   | AJ Auxerre                                                                                |                                                                            | 18 541                  |
| 37   | Stadium Lille Métropole        | Villeneuve-d'Ascq (Lille)           | 1975      | Rugby à XV                                 | Olympique marcquois rugby                                                                 | Wasquehal Football LOSC Lille Lille Métropole rugby LOSC Lille (féminines) | 18 500                  |
| 38   | Stade de Roudourou             | Guingamp                            | 1990      | Football                                   | En avant de Guingamp                                                                      |                                                                            | 18 462                  |
| 39   | Stade Mayol                    | Toulon                              | 1920      | Rugby à XV                                 | RC Toulon                                                                                 | SC Toulon                                                                  | 18 300                  |
| 40   | Stade Parsemain                | Fos-sur-Mer (Istres)                | 2005      | Football                                   | Istres FC ES Fosséenne                                                                    |                                                                            | 17 619[réf. nécessaire] |
| 41   | Plaine des sports              | Avignon                             | 1975      | Rugby à XIII                               | SO Avignon XIII                                                                           | AC Arles-Avignon                                                           | 17 518                  |
| 42   | Stade du Moustoir              | Lorient                             | 1959      | Football                                   | FC Lorient                                                                                |                                                                            | 16 787                  |
| 43   | Stade Marcel-Deflandre         | La Rochelle                         | 1926      | Rugby à XV                                 | Stade rochelais                                                                           |                                                                            | 16 689                  |
| 44   | Stade Jules-Deschaseaux        | Le Havre                            | 1931      | Rugby à XV                                 | Le Havre AC rugby                                                                         | Le Havre AC                                                                | 16 382                  |
| 45   | Stade Pierre-Aliker            | Fort-de-France                      | 1993      | Football                                   | Club colonial de Fort-de-France                                                           |                                                                            | 16 300                  |
| 46   | Stade Armand-Cesari            | Furiani (Bastia)                    | 1932      | Football                                   | SC Bastia                                                                                 | CA Bastia                                                                  | 16 048                  |
| 47   | GGL Stadium                    | Montpellier                         | 2007      | Rugby à XV                                 | Montpellier Hérault Rugby                                                                 |                                                                            | 15 697                  |
| 48   | Stade Gaston-Gérard            | Dijon                               | 1934      | Football                                   | Dijon FCO                                                                                 |                                                                            | 15 459                  |
| 49   | Court Philippe-Chatrier        | Paris                               | 1928      | Tennis                                     | —                                                                                         |                                                                            | 15 225                  |
| 50   | Stade Francis-Le Blé           | Brest                               | 1922      | Football                                   | Stade brestois 29                                                                         |                                                                            | 15 220                  |
| 51   | Stade Maurice-Trélut           | Tarbes                              | 1969      | Rugby à XV                                 | Stado Tarbes Pyrénées rugby                                                               |                                                                            | 15 000                  |
| 51   | Stade Pater Te Hono Nui        | Pirae                               | 1971      | Football                                   | Équipe de Tahiti de football AS Dragon AS Pirae                                           |                                                                            | 15 000                  |
| 53   | Stade du Hameau                | Pau                                 | 1948      | Rugby à XV                                 | Section paloise                                                                           | Pau FC                                                                     | 14 999                  |
| 54   | Stade Amédée-Domenech          | Brive-la-Gaillarde                  | 1921      | Rugby à XV                                 | CA Brive                                                                                  |                                                                            | 14 759                  |
| 55   | Stade Jean-Laville             | Gueugnon                            | 1939      | Football                                   | FC Gueugnon                                                                               |                                                                            | 14 753                  |
| 56   | Stade Aimé-Giral               | Perpignan                           | 1940      | Rugby à XV                                 | USA Perpignan                                                                             |                                                                            | 14 593                  |
| 57   | Stadium municipal              | Albi                                | 1964      | Rugby à XV                                 | SC Albi                                                                                   |                                                                            | 14 523                  |
| 58   | Stade Gaston-Petit             | Châteauroux                         | 1962      | Football                                   | LB Châteauroux                                                                            |                                                                            | 14 500                  |
| 59   | Stade Armandie                 | Agen                                | 1921      | Rugby à XV                                 | SU Agen                                                                                   |                                                                            | 14 400                  |
| 60   | Stade Georges-Pompidou         | Valence                             | 1974      | Football Rugby à XV                        | Olympique de Valence Valence Romans Drôme Rugby                                           |                                                                            | 14 380                  |
| 61   | Parc des sports                | Annecy                              | 1964      | Football                                   | FC Annecy                                                                                 | Thonon Évian GGFC                                                          | 13 634                  |
| 62   | Stade Jean-Dauger              | Bayonne                             | 1958      | Rugby à XV                                 | Aviron bayonnais                                                                          |                                                                            | 13 507                  |
| 63   | Parc des sports d'Aguiléra     | Biarritz                            | 1905      | Rugby à XV                                 | Biarritz olympique                                                                        |                                                                            | 13 341                  |
| 64   | Stade de Beaublanc             | Limoges                             | 1924      | Rugby à XV                                 | USA Limoges                                                                               | Limoges Football                                                           | 13 182                  |
| 65   | Stade de la Vallée du Cher     | Tours                               | 1978      | Football                                   | —                                                                                         | Tours FC                                                                   | 13 000                  |
| 65   | Stade Jacques-Rimbault         | Bourges                             | 1991      | Football                                   | Bourges FC                                                                                |                                                                            | 13 000                  |
| 67   | Stade de la Licorne            | Amiens                              | 1999      | Football                                   | Amiens SC                                                                                 |                                                                            | 12 999                  |
| 68   | Stade Pierre-Fabre             | Castres                             | 1907      | Rugby à XV                                 | Castres olympique                                                                         |                                                                            | 12 500                  |
| 69   | Stade de l'Épopée              | Calais                              | 2008      | Football                                   | RC Calais                                                                                 | Calais RUFC                                                                | 12 432                  |
| 70   | Stade André-et-Guy-Boniface    | Mont-de-Marsan                      | 1965      | Rugby à XV                                 | Stade montois rugby                                                                       |                                                                            | 12 212                  |
| 71   | Stade Dominique-Duvauchelle    | Créteil (Paris)                     | 1983      | Football                                   | US Créteil-Lusitanos                                                                      |                                                                            | 12 150                  |
| 72   | Stade Antoine-Béguère          | Lourdes                             | 1928      | Rugby à XV                                 | FC Lourdes                                                                                |                                                                            | 12 000                  |
| 72   | Parc des sports et de l'amitié | Narbonne                            | 1976      | Rugby à XV                                 | RC Narbonne                                                                               |                                                                            | 12 000                  |
| 74   | Stade de la Rabine             | Vannes                              | 1959      | Football Rugby à XV                        | Vannes OC RC Vannes                                                                       |                                                                            | 11 865                  |
| 75   | Matmut Stadium                 | Vénissieux (Lyon)                   | 2011      | Rugby à XV                                 | —                                                                                         | LOU rugby                                                                  | 11 805                  |
| 76   | Stade Francis-Turcan           | Martigues                           | 1965      | Football                                   | FC Martigues                                                                              |                                                                            | 11 500                  |
| 77   | Stade Charles-Mathon           | Oyonnax                             | 1939      | Rugby à XV                                 | Oyonnax Rugby                                                                             |                                                                            | 11 400                  |
| 78   | Stade Francis-Le-Basser        | Laval                               | 1971      | Football                                   | Stade lavallois                                                                           |                                                                            | 11 107                  |
| 79   | Stade Michel-Bendichou         | Colomiers                           | 1965      | Rugby à XV                                 | Colomiers Rugby                                                                           |                                                                            | 11 000                  |
| 80   | Stade René-Gaillard            | Niort                               | 1974      | Football                                   | —                                                                                         | Chamois niortais FC                                                        | 10 886                  |
| 81   | Stade Gabriel-Montpied         | Clermont-Ferrand                    | 1995      | Football                                   | Clermont Foot 63                                                                          |                                                                            | 10 800                  |
| 82   | Stade Gilbert-Brutus           | Perpignan                           | 1962      | Rugby à XIII                               | Dragons catalans                                                                          |                                                                            | 10 460                  |
| 83   | Stade Michel-Moretti           | Ajaccio                             | 1969      | Football                                   | AC Ajaccio                                                                                |                                                                            | 10 446                  |
| 84   | Stade Léo-Lagrange             | Besançon                            | 1939      | Football                                   | Racing Besançon Besançon Football                                                         |                                                                            | 10 383                  |
| 85   | Stade Francis-Rongiéras        | Périgueux                           | 1976      | Rugby à XV                                 | CA Périgueux Dordogne                                                                     |                                                                            | 10 220                  |
| 86   | Court Rainier III              | Roquebrune-Cap-Martin (Nice)        | 1928      | Tennis                                     | Monte-Carlo Country Club                                                                  |                                                                            | 10 200                  |
| 86   | Stade Albert-Domec             | Carcassonne                         | 1899      | Rugby à XV Rugby à XIII                    | US Carcassonne Carcassonne XIII                                                           |                                                                            | 10 200                  |
| 88   | Stade Pierre-Brisson           | Beauvais                            | 1935      | Football Rugby à XV                        | AS Beauvais Oise Beauvais RC                                                              |                                                                            | 10 178                  |
| 89   | Court Suzanne-Lenglen          | Paris                               | 1994      | Tennis                                     | —                                                                                         |                                                                            | 10 056                  |
| 90   | Stade Fautaua                  | Papeete                             | 1967      | Football                                   | AS Manu-Ura                                                                               |                                                                            | 10 000                  |
| 90   | Stade Georges-Gratiant         | Le Lamentin                         | 1988      | Football                                   | Aiglon du Lamentin                                                                        |                                                                            | 10 000                  |
| 90   | Stade Jean-Ivoula              | Saint-Denis                         | 1971      | Football                                   | Saint-Denis FC                                                                            |                                                                            | 10 000                  |
| 90   | Stade Numa-Daly                | Nouméa                              | 1966      | Football                                   | AS Magenta Nickel                                                                         |                                                                            | 10 000                  |
| 94   | Stade Pierre de Coubertin      | Cannes                              | 1960      | Football                                   | AS Cannes                                                                                 |                                                                            | 9 819                   |
| 95   | Stade Henri-Desgrange          | La Roche-sur-Yon                    | 1939      | Football                                   | La Roche VF                                                                               |                                                                            | 9 653                   |
| 96   | Stade Pierre-Rajon             | Bourgoin-Jallieu                    | 1923      | Rugby à XV Football                        | CS Bourgoin-Jallieu FC Bourgoin-Jallieu                                                   |                                                                            | 9 441                   |
| 97   | Stade Louis-Achille            | Fort-de-France                      | 1937      | Football                                   | Excelsior de Fort de France                                                               | Club colonial Golden Star                                                  | 9 300                   |
| 98   | Vélodrome Amédée-Detraux       | Baie-Mahault                        | 1992      | Cyclisme                                   | —                                                                                         |                                                                            | 9 000                   |
| 98   | Stade Léo-Lagrange             | Chalon-sur-Saône                    | 1966      | Athlétisme                                 | ECA Chalon                                                                                |                                                                            | 9 000                   |
| 100  | Stade Marcel-Verchère          | Bourg-en-Bresse                     | 1937      | Rugby à XV Football                        | US bressane FC Bourg-Péronnas                                                             |                                                                            | 8 840                   |
| 101  | Stade Maurice-David            | Aix-en-Provence                     | 1975      | Rugby à XV                                 | Provence Rugby                                                                            |                                                                            | 8 727                   |
| 102  | Stade Louis-Michel             | Sète                                | 1990      | Football                                   | SC Sète                                                                                   |                                                                            | 8 705                   |
| 103  | Parc des sports du Bram        | Louhans                             | ?         | Football                                   | Louhans-Cuiseaux FC                                                                       |                                                                            | 8 400                   |
| 104  | Stade Robert-Diochon           | Le Petit-Quevilly (Rouen)           | 1914      | Football Rugby à XV                        | FC Rouen US Quevilly Rouen Normandie Rugby                                                |                                                                            | 8 372                   |
| 105  | Stade Michel-Volnay            | Saint-Pierre                        | ?         | Football                                   | JS Saint-pierroise                                                                        |                                                                            | 8 335                   |
| 106  | Stade Jean-Laffon              | Perpignan                           | 1908      | Football                                   | OC Perpignan                                                                              | Saint-Estève XIII catalan                                                  | 8 331[réf. nécessaire]  |
| 107  | Stade Paul-Julius-Bénard       | Saint-Paul                          | 1979      | Football                                   | Saint-Pauloise FC                                                                         |                                                                            | 8 288                   |
| 108  | Stade de Bon Rencontre         | Toulon                              | 1955      | Football                                   | SC Toulon                                                                                 |                                                                            | 8 200                   |
| 109  | Stade des Antonins             | Nîmes                               | 2022      | Football                                   | Nîmes Olympique                                                                           |                                                                            | 8 033                   |
| 110  | Stade Charles-Ehrmann          | Nice                                | 1973      | Athlétisme Football                        | Nice Côte d'Azur athlétisme OGC Nice (Réserve)                                            |                                                                            | 8 000                   |
| 110  | Stade Jean-Etcheberry          | Vienne                              | ?         | Rugby à XV                                 | CS Vienne                                                                                 |                                                                            | 8 000                   |
| 110  | Stade Sabathé                  | Montpellier                         | 1930      | Rugby à XIII Rugby à XV Football américain | Montpellier XIII Montpellier Rugby Club (féminines) Hurricanes de Montpellier             | Montpellier Hérault Rugby                                                  | 8 000                   |
| 113  | Stade de l'Ill                 | Mulhouse                            | 1979      | Football                                   | FC Mulhouse                                                                               |                                                                            | 7 871                   |
| 114  | Stade Jean-Alric               | Aurillac                            | 1924      | Rugby à XV                                 | Stade aurillacois                                                                         |                                                                            | 7 800                   |
| 115  | Stade Jean-Garnier             | Le Creusot                          | 1965      | Rugby à XV                                 | CO Le Creusot                                                                             |                                                                            | 7 650                   |
| 116  | Stade Lesdiguières             | Grenoble                            | 1911      | Rugby à XV Football américain              | Centaures de Grenoble                                                                     | Grenoble Foot 38 FC Grenoble Rugby                                         | 7 634[réf. nécessaire]  |
| 117  | Stade Montbauron               | Versailles                          | 1961      | Football                                   | FC Versailles                                                                             |                                                                            | 7 545                   |
| 118  | Stade René-Serge-Nabajoth      | Les Abymes                          | 1977      | Football                                   | Équipe de Guadeloupe de football                                                          |                                                                            | 7 500                   |
| 119  | Stade Maurice-Boyau            | Dax                                 | 1958      | Rugby à XV                                 | US Dax                                                                                    |                                                                            | 7 412                   |
| 120  | Stade du Pré Fleuri            | Sermoise-sur-Loire (Nevers)         | 1982      | Rugby à XV                                 | USON Nevers Rugby                                                                         |                                                                            | 7 356                   |
| 121  | Stade Jacques-Fouroux          | Auch                                | 1956      | Rugby à XV                                 | RC Auch                                                                                   | FC Auch Gers                                                               | 7 300                   |
| 121  | Stade Sapiac                   | Montauban                           | 1907      | Rugby à XV                                 | US Montauban                                                                              |                                                                            | 7 300                   |
| 123  | Stade Chanzy                   | Angoulême                           | 1910      | Rugby à XV                                 | Soyaux Angoulême XV                                                                       | SC Angoulême                                                               | 7 278                   |
| 124  | Stade André-Moga               | Bègles (Bordeaux)                   | 1920      | Rugby à XV                                 | CA Bordeaux-Bègles                                                                        | Union Bordeaux Bègles                                                      | 7 201                   |
| 125  | Vélodrome Jacques-Anquetil     | Paris                               | 1896      | Cyclisme Rugby à XV Rugby à XIII           | Paris Cycliste Olympique Paris université club Paris-Charenton XIII                       |                                                                            | 7 151                   |
| 126  | Stade Sainte-Germaine          | Le Bouscat (Bordeaux)               | 1973      | Football Rugby à XV                        | Stade bordelais (football) Girondins de Bordeaux (féminines) Stade bordelais (rugby à XV) |                                                                            | 7 000                   |
| 126  | Stade Maurice-Postaire         | Cherbourg-en-Cotentin               | 1934      | Football                                   | AS Cherbourg                                                                              |                                                                            | 7 000                   |
| 128  | Stade de la Source             | Orléans                             | 1976      | Football                                   | US Orléans                                                                                |                                                                            | 6 866                   |
| 129  | Chambéry Savoie Stadium        | Chambéry                            | 2023      | Rugby à XV Football                        | SO Chambéry Chambéry Savoie Football                                                      |                                                                            | 6 785                   |
| 130  | Stade Paul-Lignon              | Rodez                               | 1944      | Football Rugby à XV                        | Rodez AF Rodez Rugby                                                                      | Stade Rodez Aveyron                                                        | 6 761                   |
| 131  | Stadium de Bordeaux Lac        | Bordeaux                            | 1989      | Cyclisme                                   | —                                                                                         |                                                                            | 6 600                   |
| 132  | Stade Paul-Rébeilleau          | Poitiers                            | 1909      | Rugby à XV Athlétisme                      | Stade poitevin rugby PEC Athlétisme Entente Poitiers Athlé 86                             |                                                                            | 6 500                   |
| 132  | Stade Camille-Lebon            | Angoulême                           | 1932      | Football                                   | Angoulême Charente FC                                                                     |                                                                            | 6 500                   |
| 134  | Stade Jules-Ladoumègue         | Romorantin-Lanthenay                | ?         | Football                                   | SO Romorantin                                                                             |                                                                            | 6 200                   |
| 135  | Vélodrome National             | Montigny-le-Bretonneux (Versailles) | 2014      | Cyclisme                                   | —                                                                                         |                                                                            | 6 043                   |
| 136  | Stade Jean-Antoine-Moueix      | Libourne                            | 1965      | Football Rugby à XV                        | FC Libourne UA Libourne                                                                   |                                                                            | 6 002                   |
| 137  | Stade Yves-du-Manoir           | Colombes (Paris)                    | 1907      | Football                                   | RC France                                                                                 | Équipe de France de football XV de France Racing 92                        | 6 000                   |
| 137  | Stade Michel-Amand             | Buxerolles (Poitiers)               | 1989      | Football                                   | Stade Poitevin FC                                                                         |                                                                            | 6 000                   |

## Galerie

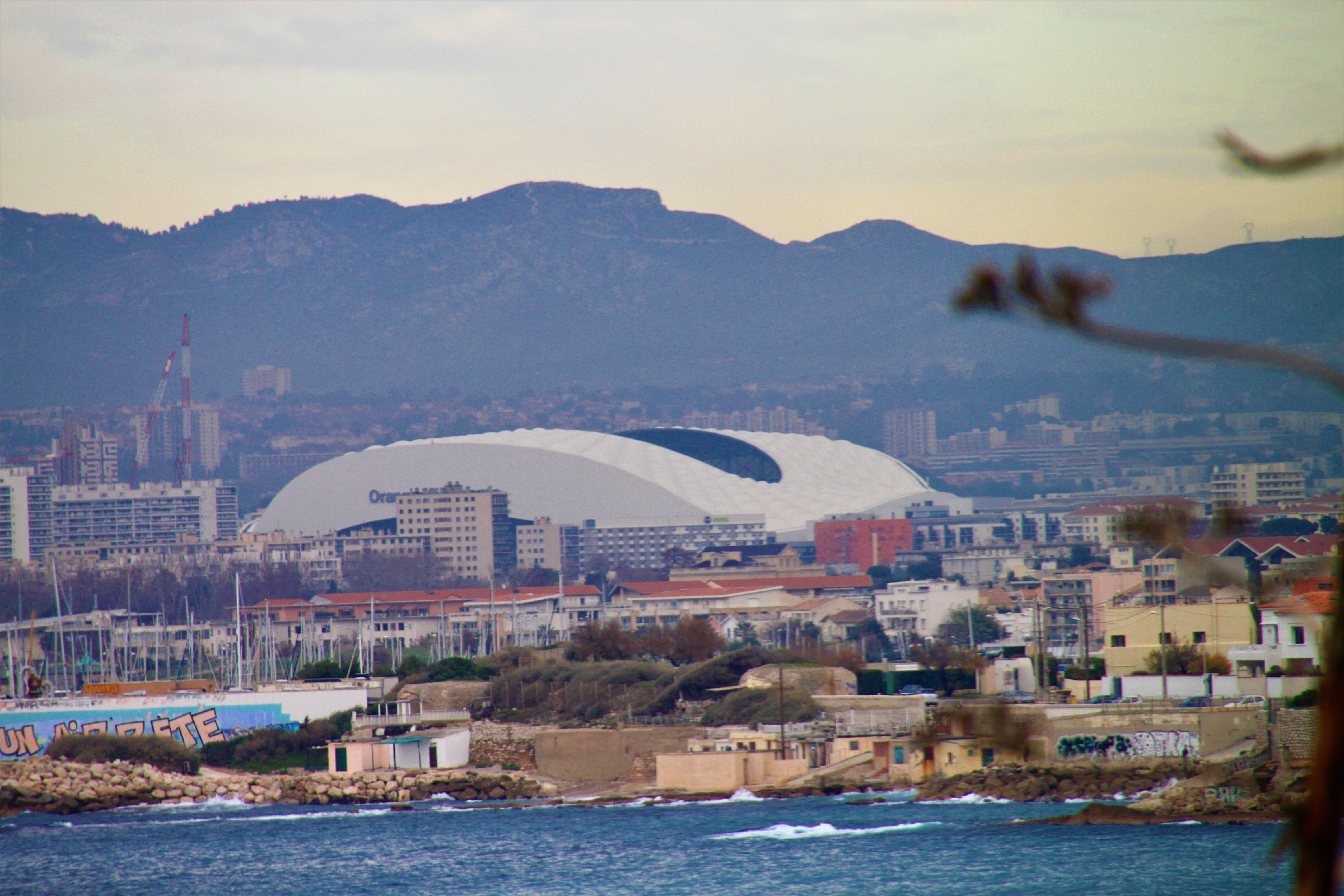
Le stade Vélodrome à Marseille.
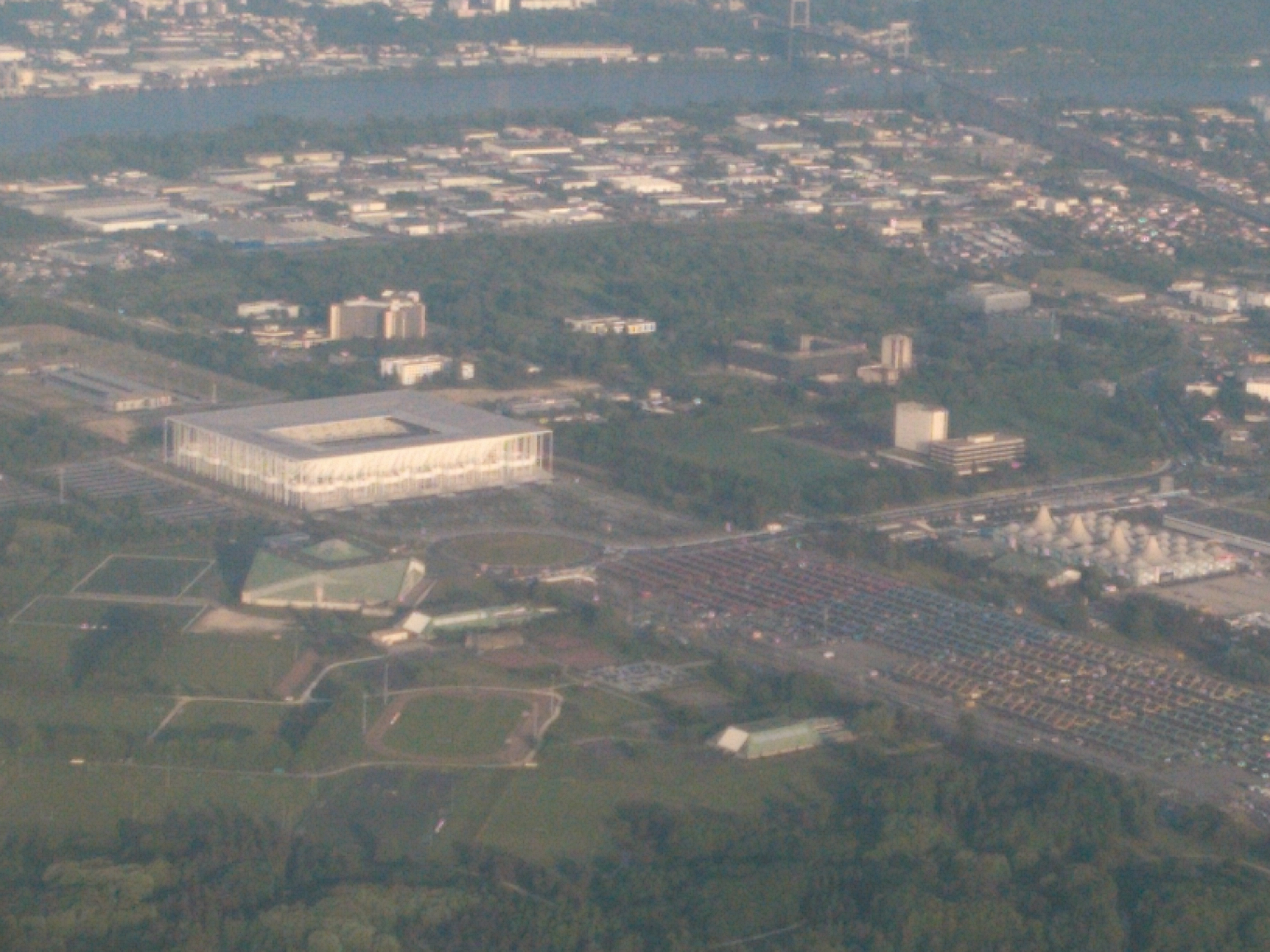
Le stade Bordeaux Atlantique à Bordeaux.
L'Allianz Riviera à Nice.
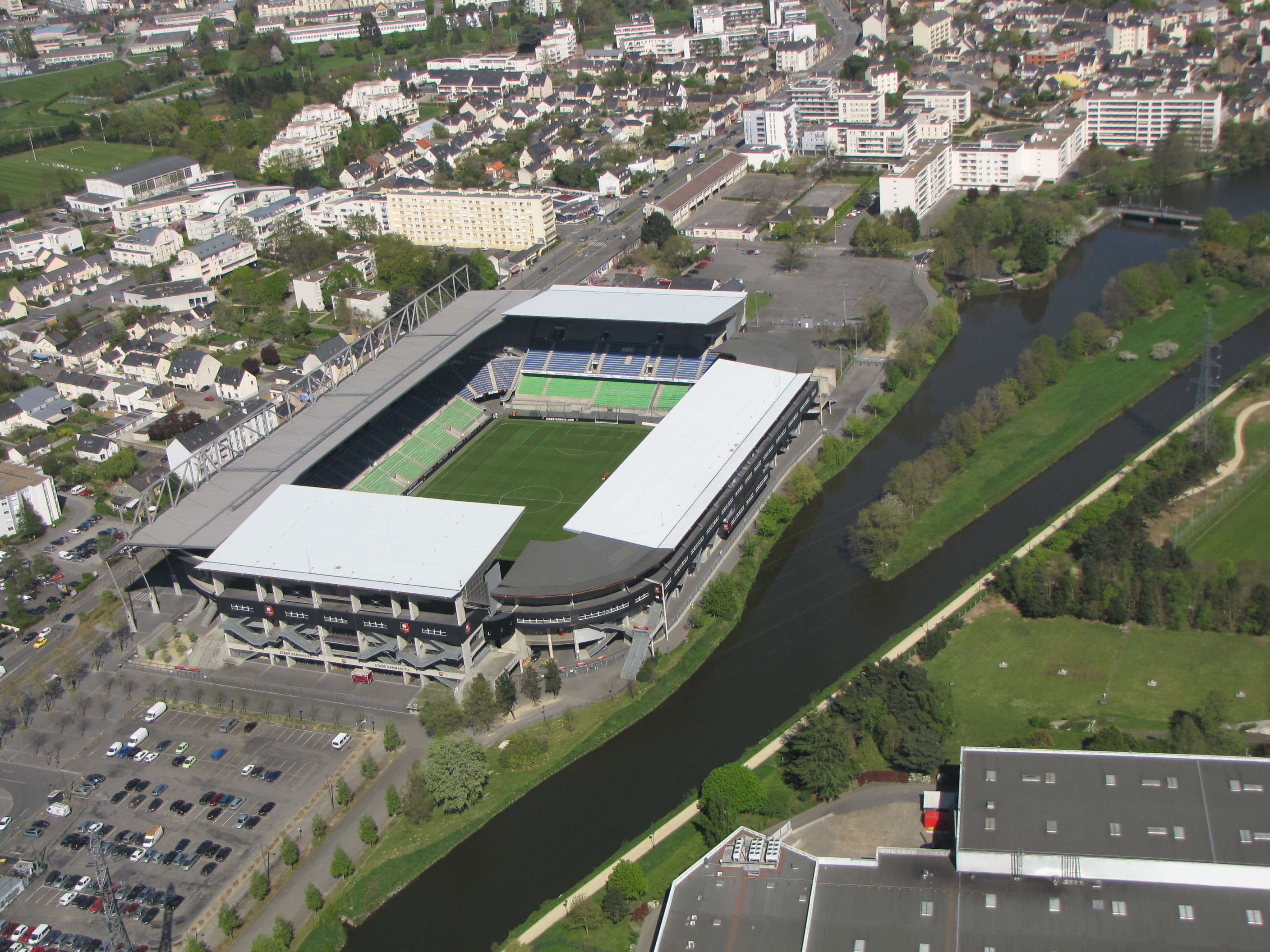
Roazhon Park à Rennes.
Le stade Océane, de nuit, au Havre.
Stade Marie-Marvingt situé au Mans entre le circuit Bugatti et la ligne droite des Hunaudières.
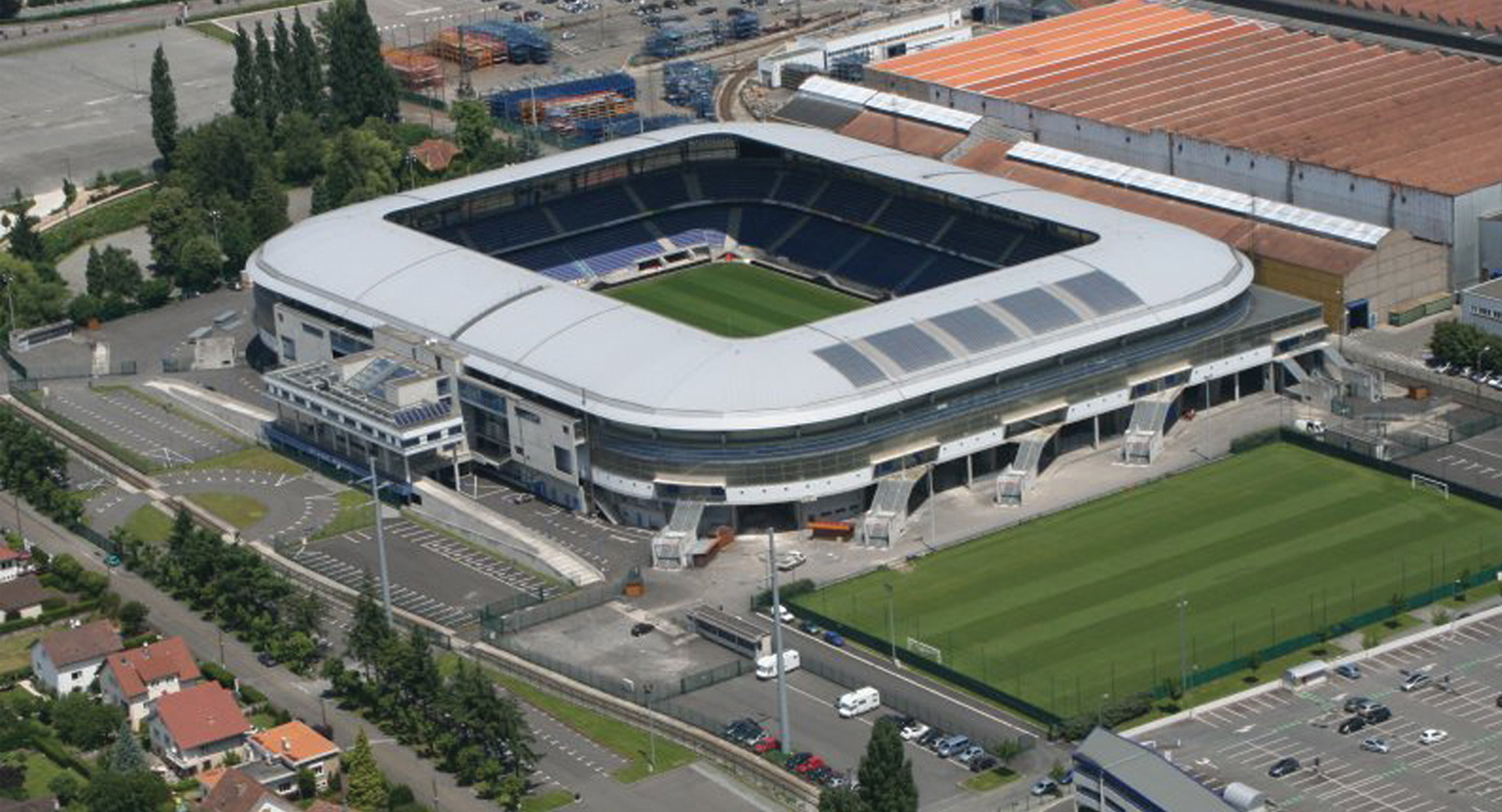
Le stade Auguste-Bonal à Montbéliard.
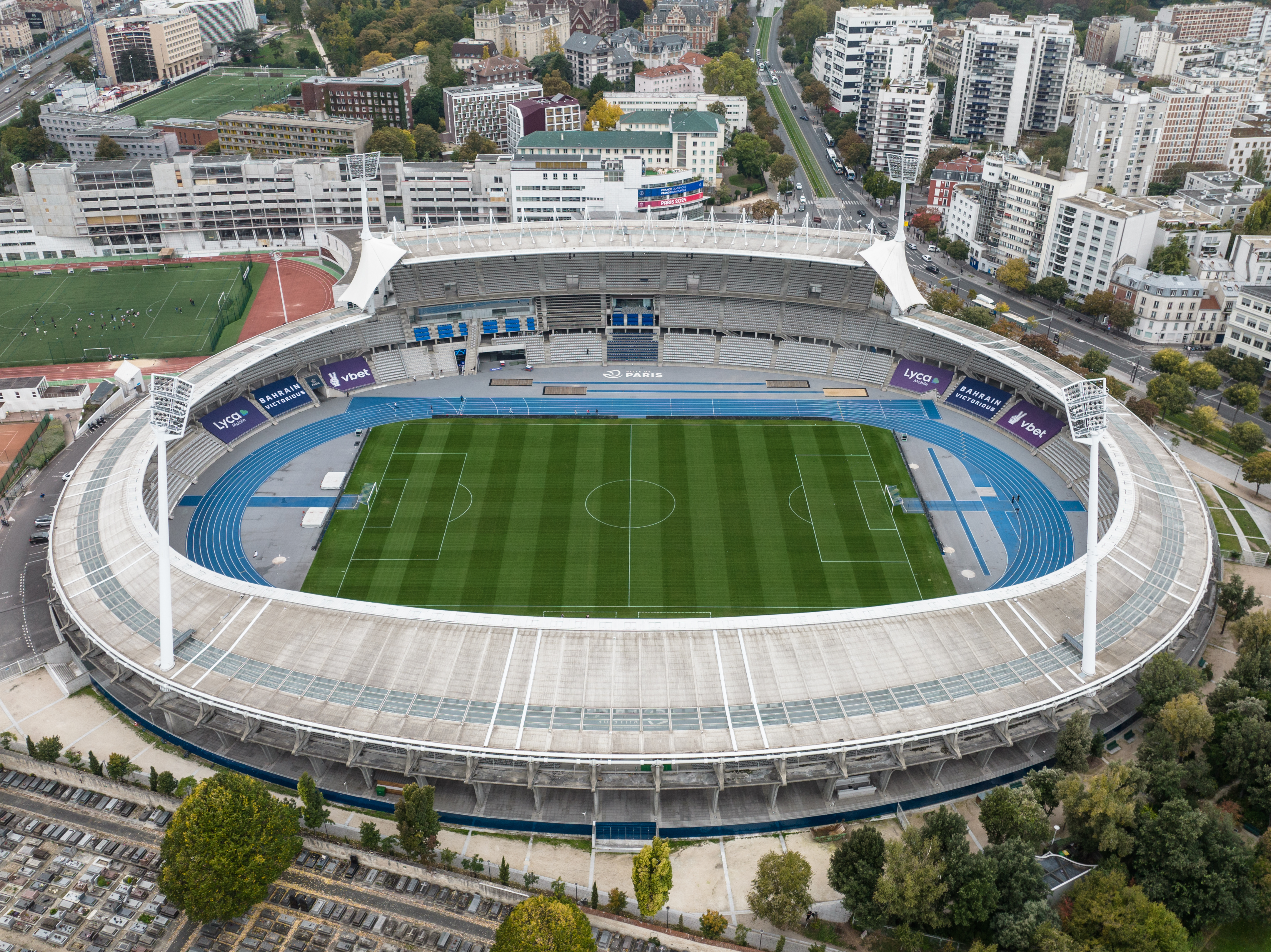
Le stade Charléty à Paris.
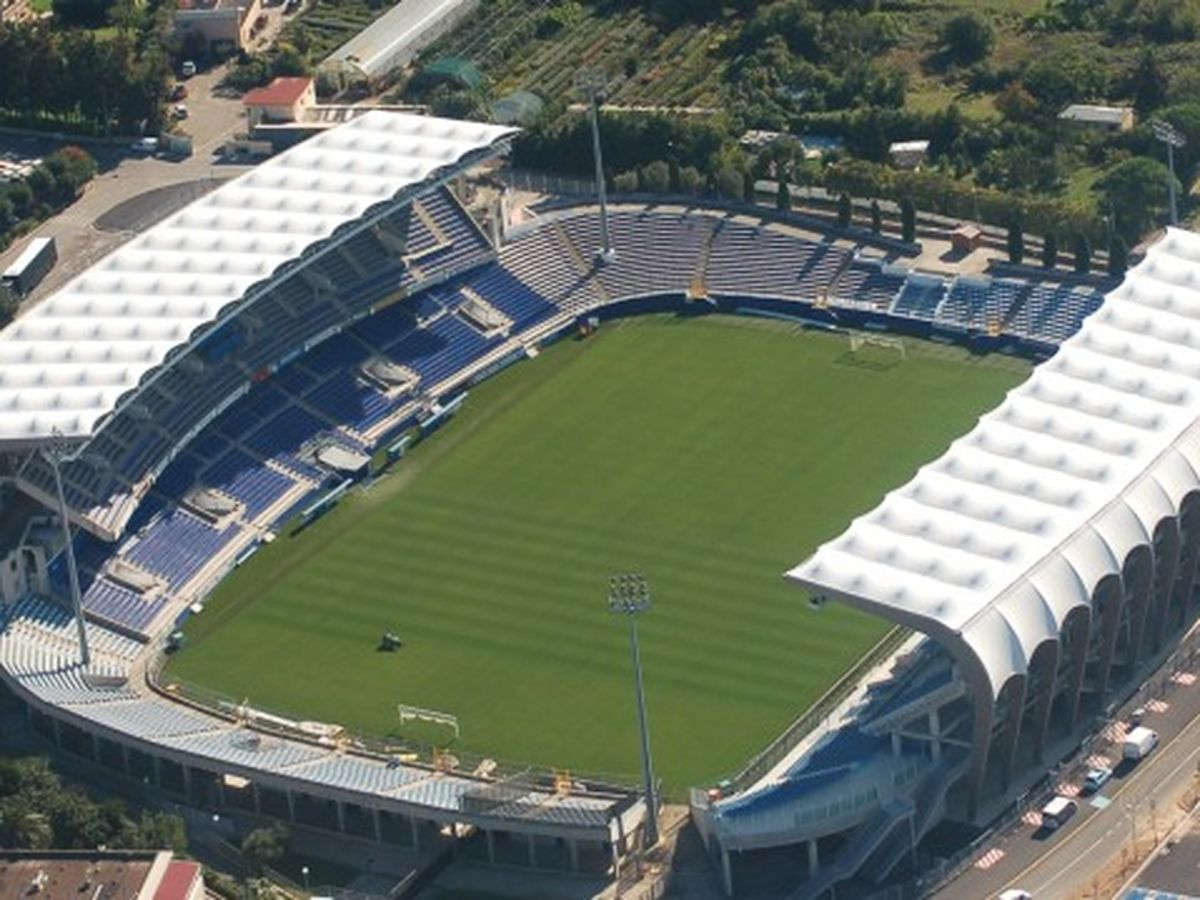
Le stade Armand-Cesari à Furiani.